# Nishi-Nippon Railroad
La Nishi-Nippon Railroad Co., Ltd. (西日本鉄道株式会社, Nishinippon tetsudō kabushiki-gaisha), communément appelée Nishitetsu (西鉄), est une compagnie ferroviaire privée qui exploite des lignes ferroviaires dans la préfecture de Fukuoka sur l'île de Kyūshū, au Japon.
La Nishitetsu possède aussi un réseau de lignes de bus, des supermarchés, des agences de voyages et s'implique dans l'immobilier.

## Lignes
Le réseau de la Nishitetsu comporte 4 lignes.
| Ligne              | Nom japonais | Terminus                            | Longueur (km) | Gares | Ecartement (mm) |
| ------------------ | ------------ | ----------------------------------- | ------------- | ----- | --------------- |
| Ligne Tenjin Ōmuta | 天神大牟田線 | Nishitetsu Fukuoka (Tenjin) - Ōmuta | 74,8          | 49    | 1 435           |
| Ligne Dazaifu      | 太宰府線     | Nishitetsu Futsukaichi - Dazaifu    | 2,4           | 3     | 1 435           |
| Ligne Amagi        | 甘木線       | Miyanojin - Amagi                   | 17,9          | 12    | 1 435           |
| Ligne Kaizuka      | 貝塚線       | Kaizuka - Nishitetsu Shingū         | 11,0          | 10    | 1 067           |

## Matériel roulant
La Nishitetsu possède 329 voitures voyageurs.

### Écartement1 435mm

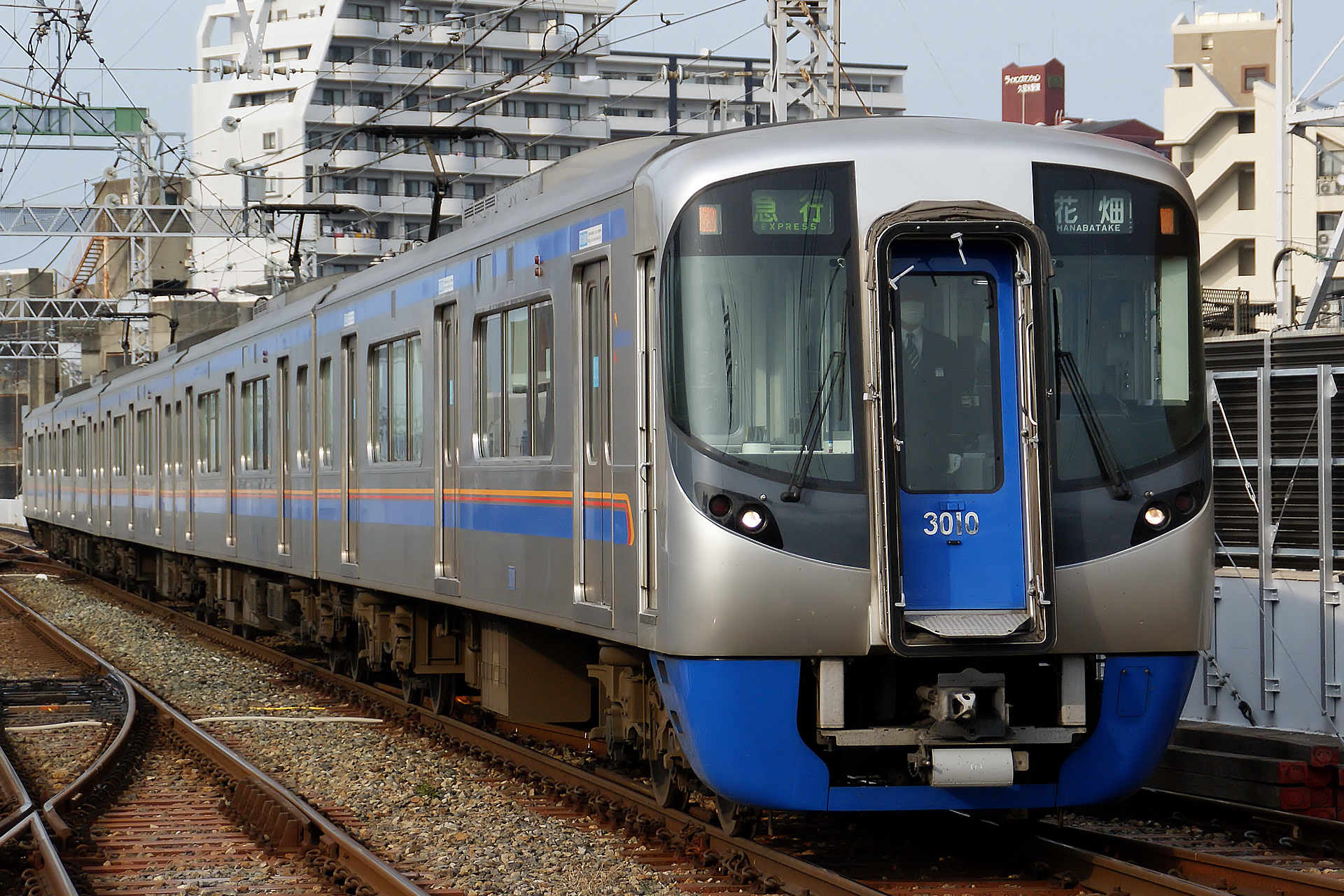
Nishitetsu série 3000
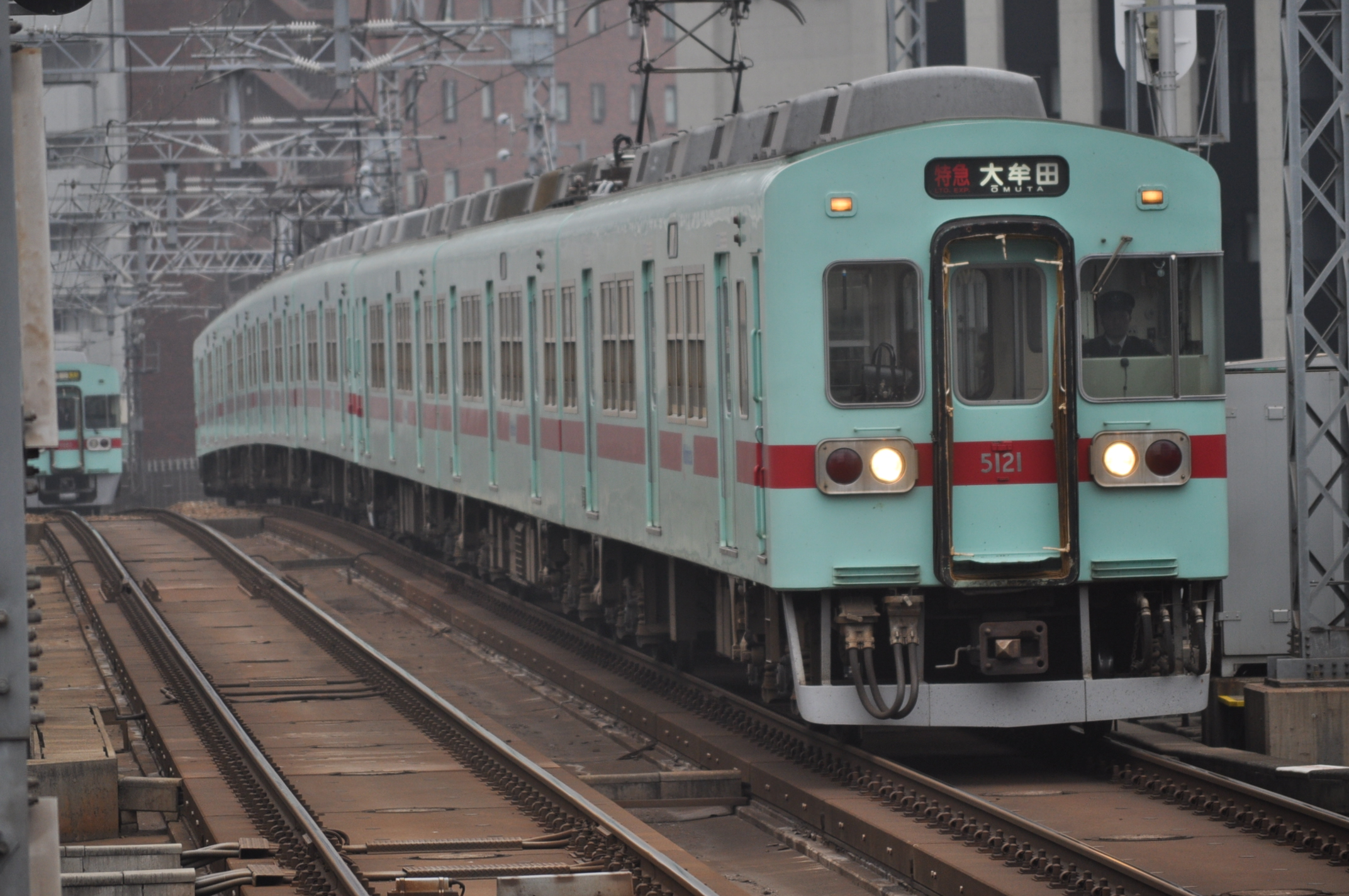
Nishitetsu série 5000
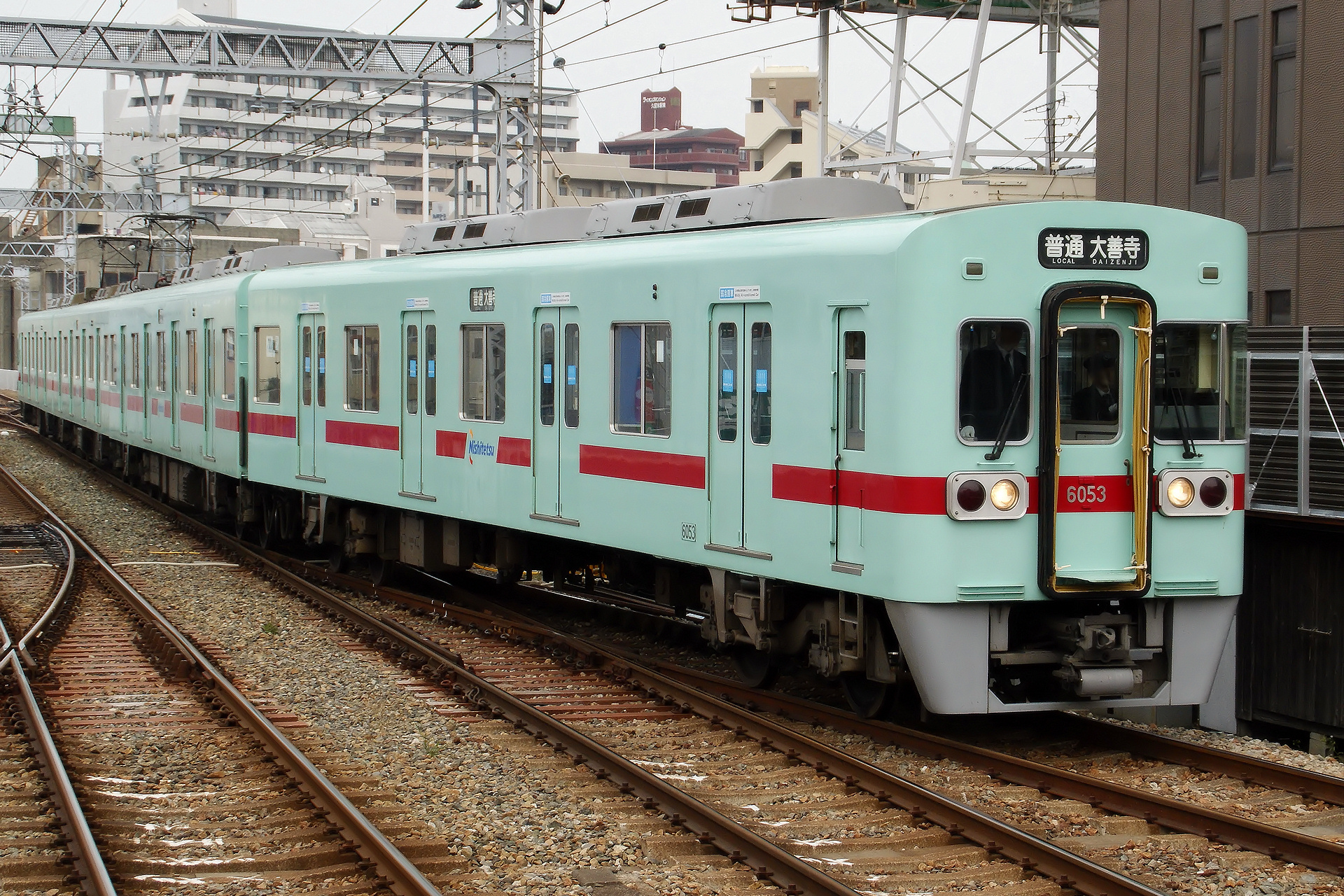
Nishitetsu série 6000/6050
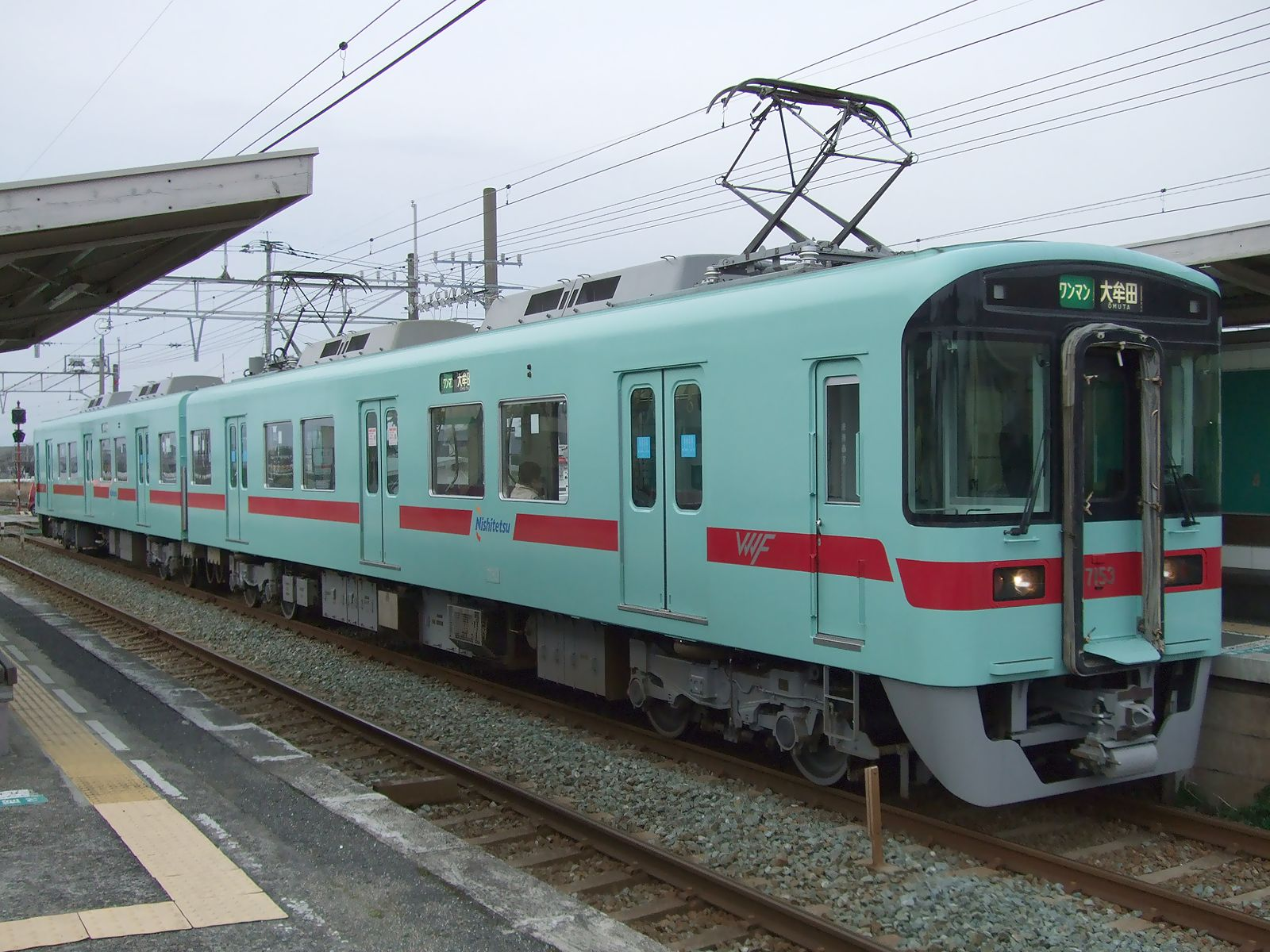
Nishitetsu série 7000/7050
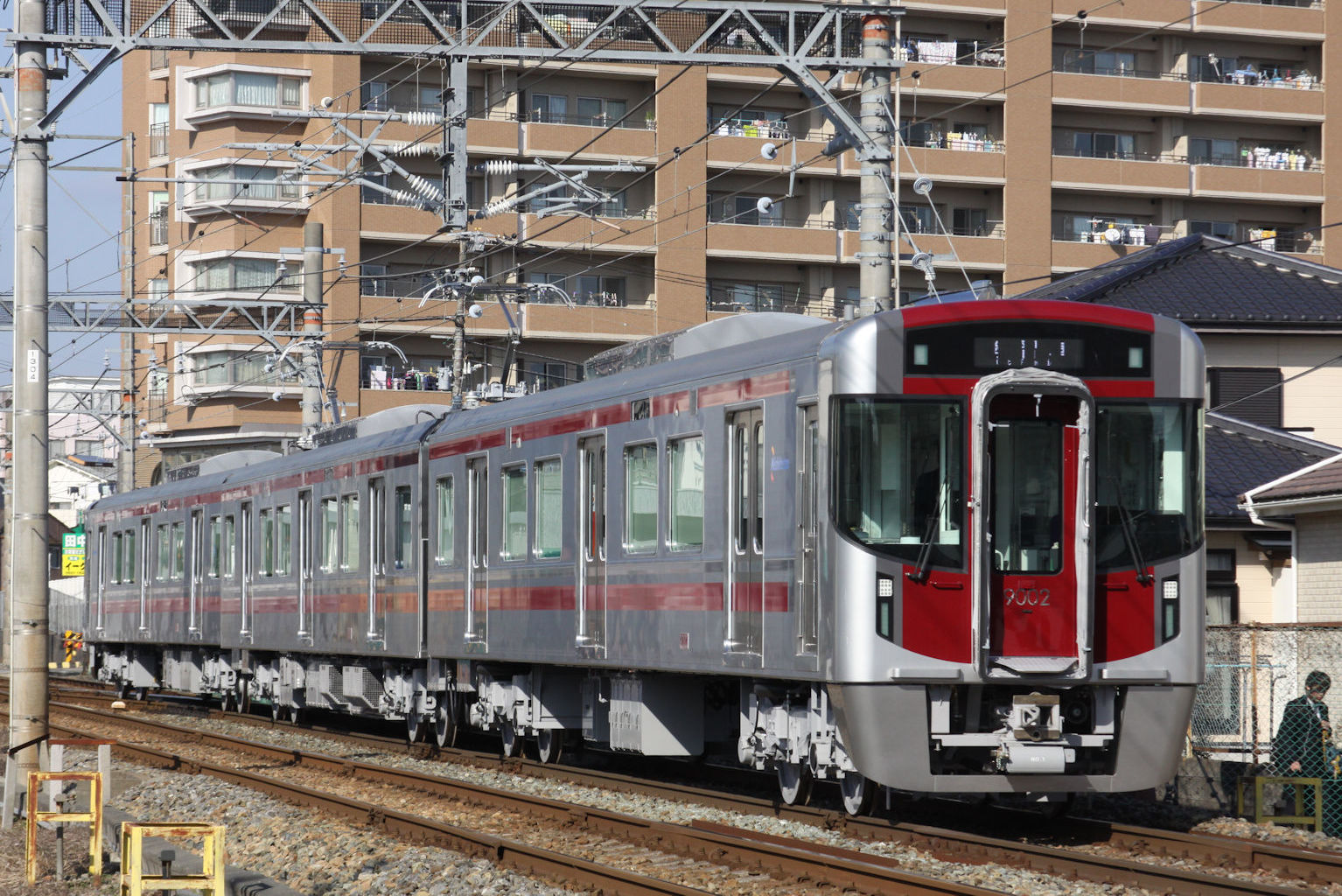
Nishitetsu série 9000

### Écartement1 067mm

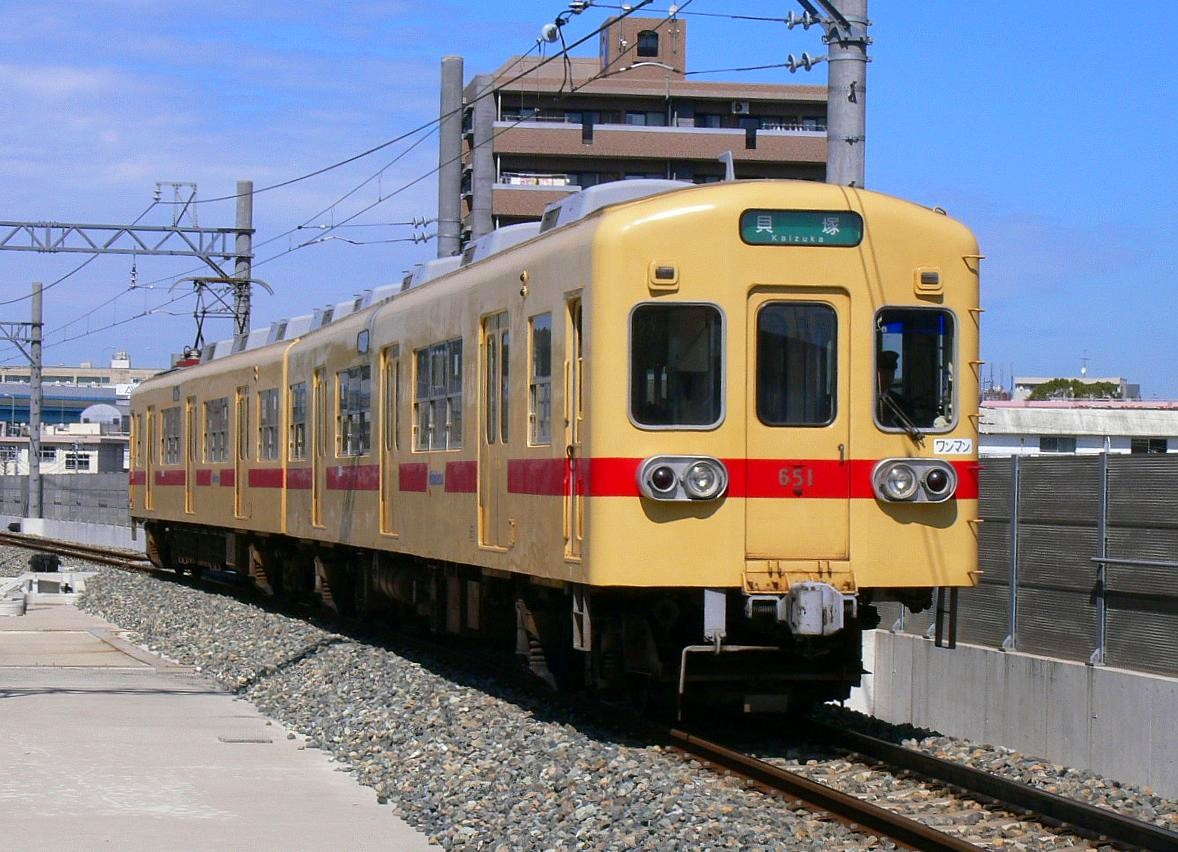
Nishitetsu série 600